# ザブ・ジュダー
ザブ・ジュダー（Zab Judah、1977年10月27日 - ）は、アメリカ合衆国のプロボクサー。ニューヨーク州ニューヨーク市ブルックリン出身。元IBF・WBO世界スーパーライト級王者。元WBAスーパー・WBC・IBF世界ウェルター級統一王者。世界2階級制覇王者。
やや試合ムラがあるものの、突出した踏み込みの鋭さとハンドスピードを武器に印象的なシーンを量産。「Super (スーパー)」の異名を持つスピードスター。

## 来歴

### アマチュア時代
1977年にブルックリンで生まれ、キックボクシング王者でもあった父親のヨエル・ジュダーの手ほどきでボクシングを始めた。アマチュア時代の戦績は115戦110勝。

### プロボクサー時代
1996年9月20日、18歳でプロデビュー。順調に勝利を重ね1998年6月7日にUSBA（全米）スーパーライト級暫定王座を獲得した。1999年1月16日にはIBF世界スーパーライト級暫定王座を獲得し、2000年2月12日のヤン・ベルグマン（南アフリカ）との王座決定戦で正規王者の地位に就いた。初防衛戦では当時無敗のジュニア・ウィッター（イギリス）を12回判定勝ちで退け初防衛に成功した。その後王座を4度防衛する。
2001年11月3日、当時WBA・WBC世界スーパーライト級王者のコンスタンチン・チュー（ロシア）とWBA・WBC・IBF世界スーパーライト級王座統一戦を行うが2回TKOで敗れてしまう。しかも、ストップに納得のいかないジュダーは、試合後にレフェリーのジェイ・ネイディに掴みかかり、リングを降りる際にはイスを投げつけた。このことでネバダ州アスレチック・コミッションから罰金75,000ドルと6か月の出場停止処分を受けた。
2003年7月12日、WBO世界スーパーライト級王者デマーカス・コーリー（アメリカ合衆国）を判定で破り、王座獲得に成功した。同王座を1度防衛した後、階級を上げるために返上した。
2004年4月10日、階級をウェルター級に上げてコーリー・スピンクス（アメリカ合衆国）に挑戦するが、12回判定で敗れる。
2004年5月15日、ラファエル・ピネダを破って空位のWBOインターコンチネンタル王座を獲得。
2005年2月5日、WBA・WBC・IBF世界ウェルター級王者コーリー・スピンクスに再戦を挑み、9回TKOで勝ちで3団体統一王座を獲得した。
2006年1月7日、WBA・WBC・IBF王座を賭けてカルロス・バルドミールと防衛戦を行ったが、まさかの判定負けを喫した。ところが、試合後に勝ったバルドミールがWBC以外にはタイトル承認料の支払いを拒否したため、この試合はWBCのみのタイトルマッチということになった。ウェルター級のリミット内での敗戦のためWBA王座は剥奪されたが、IBF王座はジュダーの手元に残った。
2006年4月8日、IBF王座を賭けてフロイド・メイウェザー・ジュニア（アメリカ合衆国）と対戦したが、判定負けを喫して王座から陥落した。この試合はメイウェザーを大いに苦しめた試合となりその点は専門家にも評価された。2Rにメイウェザーから「幻のダウン」を奪っている（レフェリーはダウンを取らなかったが、映像では明らかにグローブがリングについていたことがわかり、実質ダウンだった）。また、10Rにはジュダーがメイウェザーにローブローを放ってしまったあと、体勢を崩しているメイウェザーへさらにパンチを繰り出したところ、あやまって後頭部への反則打（ラビットパンチ）になってしまい、メイウェザーの叔父でチーフセコンドを務めるロジャー・メイウェザーが怒ってリングに入り両陣営入り乱れての乱闘へ発展した。その後、乱闘は関係者と警備員に止められ、約5分後に試合が再開された。
2007年6月9日、WBA世界ウェルター級王者ミゲール・コット（プエルトリコ）に挑戦する。得意の左でコットを苦しめたが、1回、3回にコットのローブローを受けてジュダーの攻撃は寸断され、11回TKOで敗れて王座獲得はならなかった。これで無効試合を挟んで3連敗となった。
2007年11月3日、IBC世界スーパーライト級王座決定戦でライアン デービス（アメリカ合衆国）と対戦し、3-0（119-109、109、118-110）の判定勝ちで王座を獲得した。
2008年8月2日、IBF世界ウェルター級王座決定戦でジョシュア・クロッティ（ガーナ）と対戦。9回負傷判定負けを喫し、王座返り咲きに失敗した。その後、約1年ほど試合から遠ざかる。
2010年7月16日、元WBC世界ライト級暫定王者ホセ・アルマンド・サンタクルス（メキシコ）と対戦し3回TKO勝ちを収めた。
2010年11月6日、ルーカス・マティセー（アルゼンチン）とIBF王座とWBO王座の挑戦者決定戦で対戦し、10回にダウンを奪われるも2-1（114－113、114-113、113-114）の判定勝ちで王座挑戦権を獲得した。
2011年3月5日、階級をスーパーライト級に戻して世界再挑戦。空位となっていたIBF世界スーパーライト級王座をカイザー・マブザ（南アフリカ）と争い、5回にダウンを奪われるも7回にダウンを奪い返してのTKO勝ちを収めて、およそ6年ぶりの世界王座返り咲きを果たした。
2011年7月23日、ラスベガスにてWBA世界スーパーライト級王者アミール・カーン（イギリス）と対戦し、序盤からカーンのスピードについていけず5回終盤にカーンの右ボディを受けダウン。そのまま10カウントKO負けを喫し王座から陥落した。
2012年3月24日、バーノン・パリス（アメリカ合衆国）とIBF世界スーパーライト級挑戦者決定戦を行い、9回TKO勝ちで挑戦権を獲得した。
2013年4月27日、ニューヨーク・ブルックリンのバークレイズ・センターにてWBAスーパー・WBC世界スーパーライト級王者ダニー・ガルシア（アメリカ合衆国）と対戦し8回にダウンを奪われるも試合後半には逆転を狙い懸命に反撃し挽回するが、0-3（112-114、112-115、111-116）の判定負けを喫し王座の獲得に失敗した。
2013年12月7日、バークレイズ・センターにてデボン・アレクサンダーと対戦する予定だったが代替試合として元WBA世界ウェルター級王者ポール・マリナッジとNABF北米ウェルター級王座決定戦で対戦し、0-3(111-116、2者が110-117)の12回判定で敗れた。
2015年9月10日、ニューヨークでヘビソン・ヘレラと復帰戦を行う予定だったが、試合前日の計量時に乱闘を起こしヘレラを負傷させてしまい試合中止となった。
2015年11月13日、ザ D ラスベガスでフアン・カルロス・サルガドと対戦が決まるが、サルガドが負傷して中止となった。
2016年3月12日、ネバダ州ラスベガスでジョシュ･トーレスと対戦が決まるが、ジュダーがライセンス申請の書類に子供の養育費が未払いであることを隠すために虚偽の記述をしたとしてコミッションが試合出場を認めず中止となった
2016年7月26日、妻への家庭内暴力容疑で逮捕された。ジュダーは容疑を否定したが、妻は酔っ払ったジュダーに顔面を床に叩きつけられたと主張した。
2016年11月17日、妻への家庭内暴力事件で有罪が確定し、2014年に起こした飲酒運転の執行猶予期間中だったことで罪が重くなり刑務所に収監されることになった。
2017年1月21日、約3年ぶりの試合をニュージャージー州でホルヘ・ムンギュアと対戦し2回TKO勝利を収めた。
2017年9月1日、養育費の累積した未払い額が12万ドル以上になり、懲役3カ月の判決を受けた。ジュダーが養育費を払うことが出来ないと主張したところ、裁判所は10％分の支払いを要求したが、ジュダーがそれも支払えなかったことで懲役刑が下された。
2017年12月5日、ジュダーがアシスタント看護師の資格を取得して、痴呆症やアルツハイマー病の高齢者向けデイケア施設で働いていることが報じられた。
2019年6月7日、1年4ヶ月ぶりの試合でクラテス・セルディンと対戦し、ロープ際でパンチの連打に晒されるとレフェリーが試合をストップし11回TKO負けを喫した。その深夜にホテルで具合が悪くなると、病院で脳出血が見つかり治療を受け数日後に退院した。
2021年3月1日、ソーシャルメディアのインフルエンサー、スポーツ選手、エンターテイナー、俳優、ストリートファイターが参加する、新たなボクシングのエキシビションリーグ「Celebrity Championship Boxing」を4月3日に設立することを発表した。

## 獲得タイトル
メジャー団体世界王座
- IBF世界スーパーライト級暫定王座（防衛0）
- IBF世界スーパーライト級王座（防衛5）
- WBO世界スーパーライト級王座（防衛1=返上）
- WBA世界ウェルター級スーパー王座（防衛1）
- WBC世界ウェルター級王座（防衛1）
- IBF世界ウェルター級王座（防衛1）
- IBF世界スーパーライト級王座（防衛0）

地域王座
- USBA全米スーパーライト級暫定王座（防衛1=返上）
- NABO北米スーパーライト級王座（防衛0=返上）

マイナー団体世界王座
- IBC世界スーパーライト級王座（防衛0=返上）

備考
- WBOインターコンチネンタルウェルター級王座（防衛1=返上）